# Unidade Local de Saúde de Gaia e Espinho

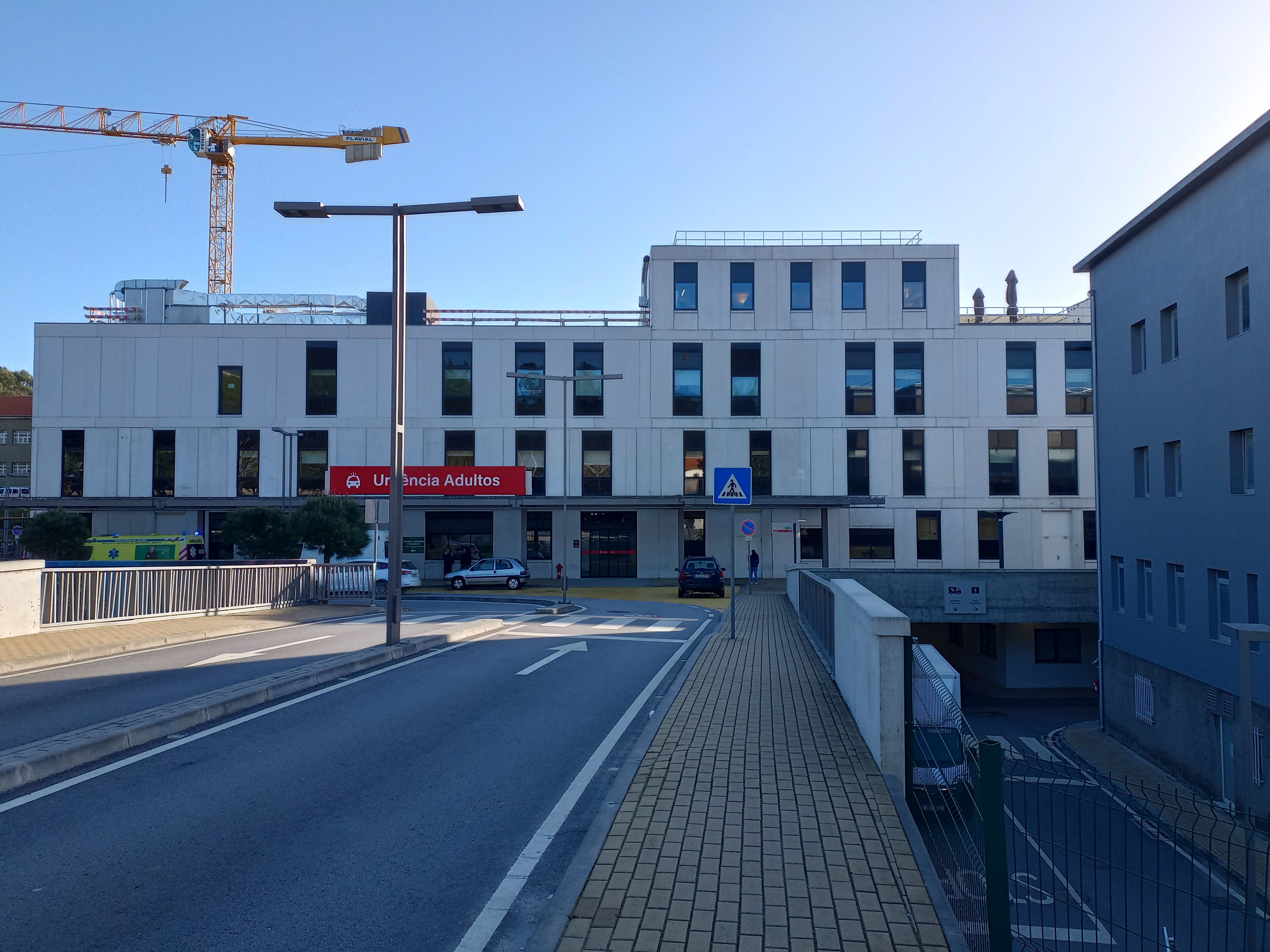
Urgências do Hospital Santos Silva

A Unidade Local de Saúde de Gaia e Espinho (ULSGE) é uma unidade local de saúde do Serviço Nacional de Saúde que presta cuidados de saúde primários, hospitalares e continuados nos municípios de Gaia e Espinho. É constituída por quatro hospitais: o Hospital Eduardo Santos Silva (Unidade I), o Hospital Distrital de Gaia (Unidade II), o Hospital Nossa Senhora da Ajuda de Espinho (Unidade III) e pelo Centro de Reabilitação do Norte (Unidade IV).

## História
O edifício onde atualmente funciona o Hospital Eduardo Santos Silva foi inaugurado em 1947. Na época tinha a função de sanatório e era denominado Sanatório D. Manuel II. Com a alteração da política de saúde na área da tuberculose, em 1975 o sanatório foi convertido em Hospital Geral Central. Em 1977 foi criado o Centro Hospitalar de Vila Nova de Gaia, agregando o Hospital Eduardo Santos Silva, que era propriedade do Estado, com o Hospital Distrital de Gaia, propriedade da Misericórdia de Gaia, e o Sanatório Marítimo do Norte, doado ao hospital. Em 2007 o Centro Hospitalar de Vila Nova de Gaia foi fundido com o Hospital de Espinho, dando origem ao Centro Hospitalar de Vila Nova de Gaia/Espinho. Em 2017, o Centro de Reabilitação do Norte - Dr. Ferreira Alves foi integrado no CHVNG/E. Em janeiro de 2024, foi criada a Unidade Local de Saúde de Gaia e Espinho, que integrou os centros hospitalares do CHVNG/E com os centros de saúde dos agrupamentos de centros de saúde do Grande Porto VII (Gaia) e do Grande Porto VIII (Espinho/Gaia).